# Ulisses Soares
Élder Ulisses Soares (2 de outubro de 1958, São Paulo) é um líder religioso brasileiro, membro do Quórum dos Doze Apóstolos da Igreja de Jesus Cristo dos Santos dos Últimos Dias. É o primeiro apóstolo natural da América do Sul.

## Biografia
Os pais de Soares se uniram à Igreja de Jesus Cristo dos Santos dos Últimos Dias em 1965. Começou a servir como missionário na Missão Brasil Rio de Janeiro em 1978. Conheceu Rosana Fernandes Morgado, que também serviu como missionária no Rio de Janeiro, e se casaram em 30 de outubro de 1982, no Templo de São Paulo. Tiveram três filhos (Gustavo, Lethicia e Nathalia).
Graduou-se em contabilidade e economia na Pontifícia Universidade Católica de São Paulo em 1985. Depois obteve um MBA. Trabalhou como contabilista e auditor para corporações multinacionais no Brasil. Soares fala fluentemente português, inglês, espanhol e francês. 
Atuou como presidente do quórum de líderes, conselheiro no bispado, sumo conselheiro, secretário executivo da estaca, agente regional de bem-estar e presidente da Estaca Cotia São Paulo. Serviu como presidente da Missão Portugal Porto de 2000 a 2003. Trabalhou no departamento financeiro da Igreja e se tornou um dos mais jovens diretores de assuntos temporais. Foi chamado como como setenta autoridade geral em 2 de abril de 2005. Nesse tempo, serviu como conselheiro e depois presidente na Área Brasil e também como conselheiro na Área África Sudeste. Foi chamado para a presidência dos setenta em 6 de janeiro de 2013.
Élder Soares foi apoiado para o Quórum dos Doze Apóstolos em 31 de março de 2018, anunciado junto com o Élder Gerrit W. Gong, durante a Conferência Geral da Igreja em Salt Lake City pelo Presidente Russell M. Nelson. Assim, tornaram-se, respectivamente, o primeiro apóstolo latino-americano e o primeiro apóstolo asiático-americano.

Em 2019, Élder Soares dedicou o Templo de Fortaleza - o primeiro dedicado fora dos Estados Unidos por um nativo do país e o primeiro com cerimônia inteiramente realizada em idioma diferente do inglês - e o Templo de Arequipa.